# Kahov
Kahov je malá vesnice, část města Prachatice v okrese Prachatice v Jihočeském kraji. Nachází se asi dva kilometry severozápadně od Prachatic. Je zde evidováno 24 adres. V roce 2011 zde trvale žilo 49 obyvatel.
Kahov je také název katastrálního území o rozloze 1,64 km². V katastrálním území Kahov leží i Podolí.

## Historie
První písemná zmínka o vesnici pochází z roku 1542.

## Obyvatelstvo
| Rok            | 1869 | 1880 | 1890 | 1900 | 1910 | 1921 | 1930 | 1950 | 1961 | 1970 | 1980 | 1991 | 2001 | 2011 | 2021 |
| -------------- | ---- | ---- | ---- | ---- | ---- | ---- | ---- | ---- | ---- | ---- | ---- | ---- | ---- | ---- | ---- |
| Počet obyvatel | 91   | 71   | 69   | 64   | 78   | 59   | 64   | 35   | 43   | 53   | 26   | 33   | 38   | 49   | 44   |
| Počet domů     | 15   | 15   | 14   | 15   | 13   | 13   | 14   | 9    | 9    | 14   | 9    | 11   | 15   | 18   | 18   |

## Obecní správa
Při sčítání lidu v letech 1850–1960 Kahov byl osadou obce Oseky v okrese Prachatice. V letech 1961–1990 byl částí města Prachatice ve stejnojmenném okrese. Od 24. listopadu 1990 do 13. prosince 1993 byl znovu částí obce Oseky v okrese Prachatice. Od 14. prosince 1993 je opět částí města Prachatice ve stejnojmenném okrese.

## Pamětihodnosti
- Kahov čp. 4[10]
- Kaple svatého Jana Nepomuckého – v roce 2014 byl zrekonstruován oltář z roku 1901[11]

## Galerie

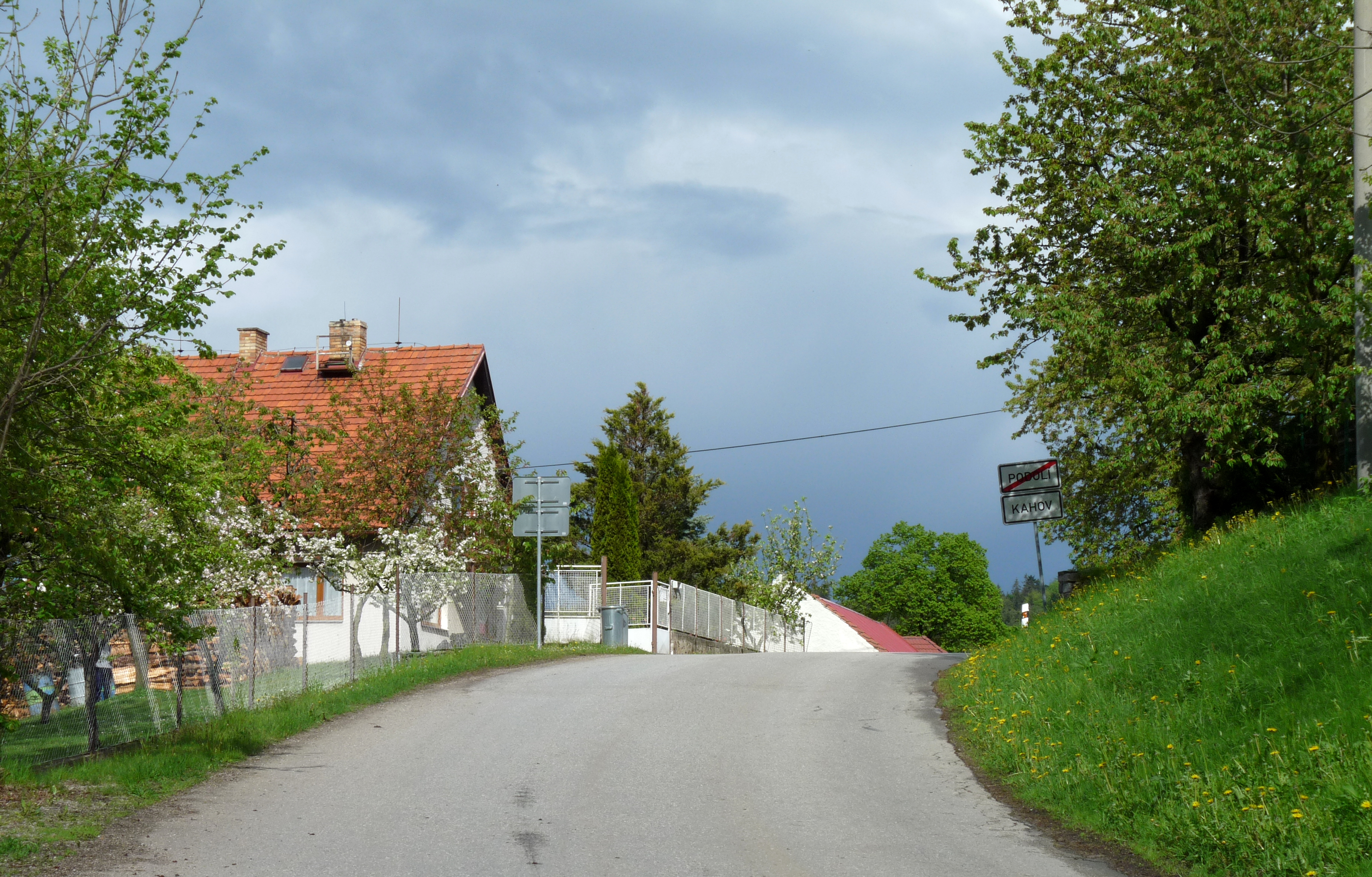
Ves od západu
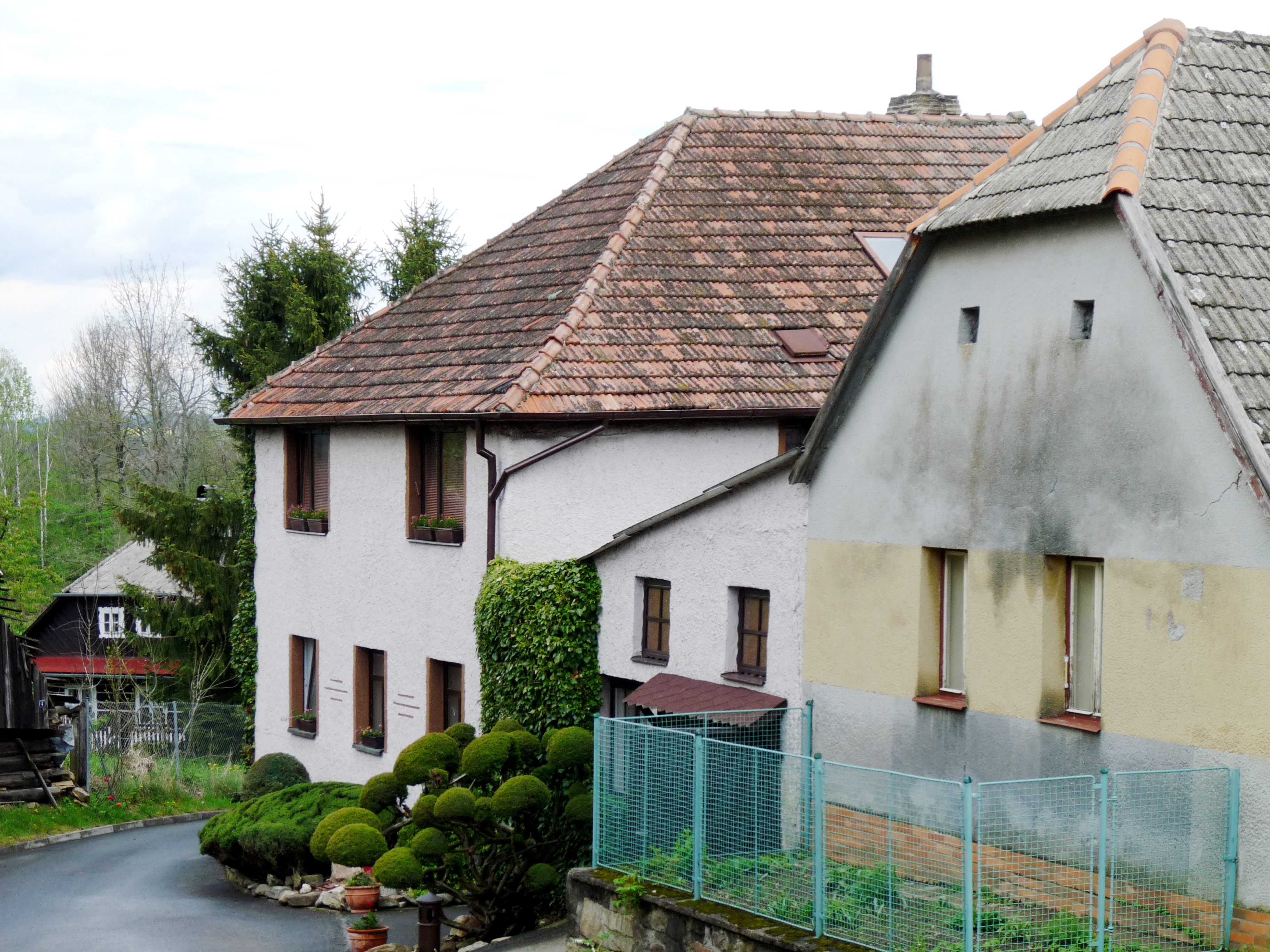
Stavení čp. 3 a 5
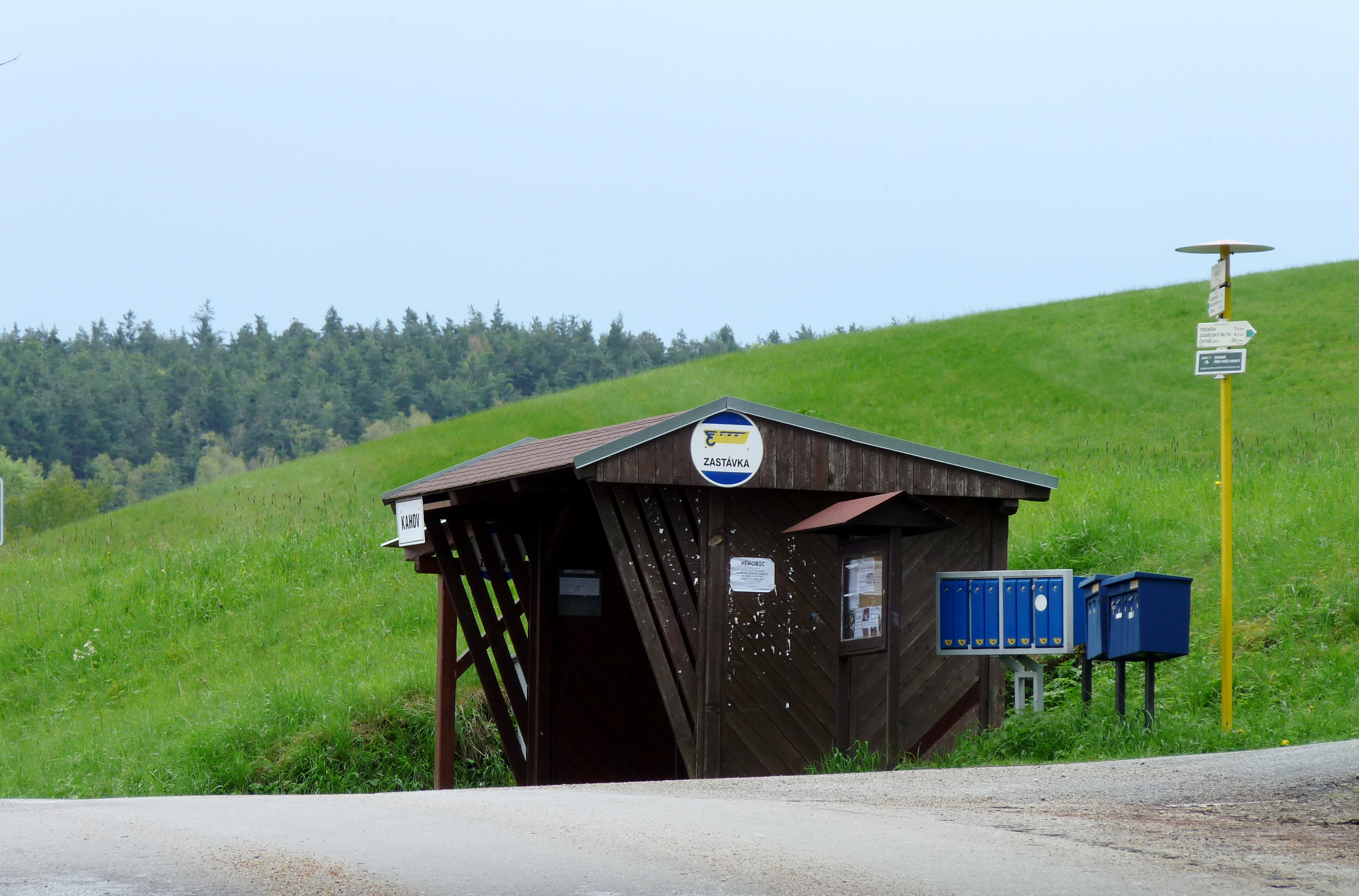
Autobusová zastávka na jihu vesnice